# 당진 솔뫼마을 김대건신부 유적
당진 솔뫼마을 김대건신부 유적(唐津 솔뫼마을 金大建神父 遺蹟)은 대한민국 충청남도 당진시에 있는 한국 최초의 사제인 김대건신부(1821~1846년)를 비롯하여 김대건신부의 증조할아버지(김진후), 작은할아버지(김종한), 아버지(김제준) 등 4대에 걸친 순교자가 살았던 곳이다. 1998년 7월 28일 충청남도의 기념물 제146호 김대건신부생가지로 지정되었다가, 2014년 9월 26일 대한민국의 사적 제529호로 승격되었다.

## 사적 지정사유
당진 솔뫼마을 김대건신부 유적은 우리나라 천주교사에 큰 족적을 남긴 최초의 사제인 김대건신부가 태어난 장소로 전해지며, 중세사회에서 근대사회로의 이행기에 발생한 천주교 전래 및 사상과 신앙의 자유에 대한 박해과정 등을 집약적으로 이해할 수 있어 종교사적으로 뿐만 아니라 정치·사상적 변천을 반영하는 중요 유적으로 평가된다.

## 같이 보기
- 김대건

## 참고 자료
- 당진 솔뫼마을 김대건신부 유적 - 국가유산청 국가유산포털